# Mammillaria dixanthocentron
Mammillaria dixanthocentron är en kaktusväxtart som beskrevs av Curt Backeberg och Mottram. Mammillaria dixanthocentron ingår i släktet Mammillaria och familjen kaktusväxter. Inga underarter finns listade i Catalogue of Life.

## Bildgalleri

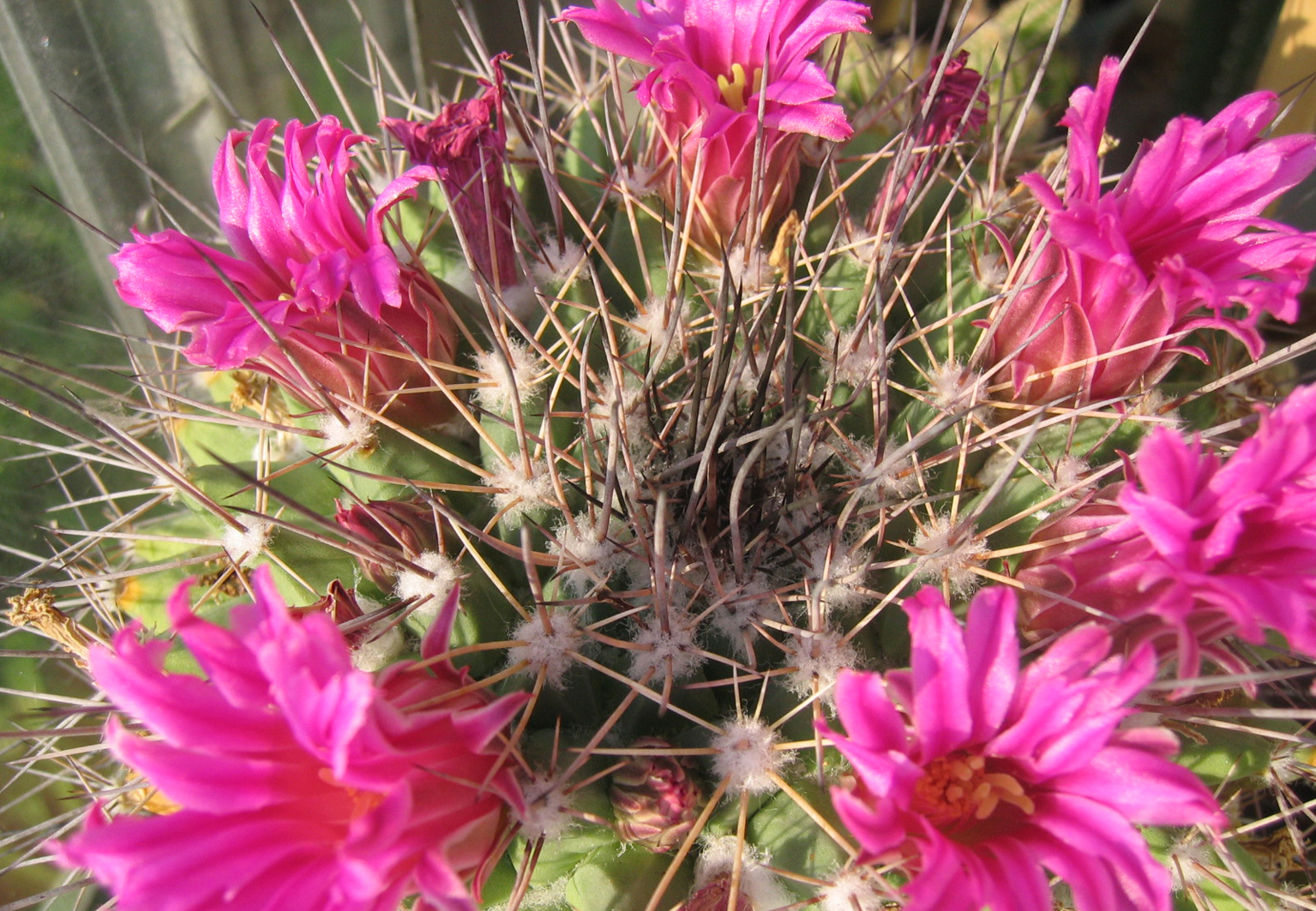
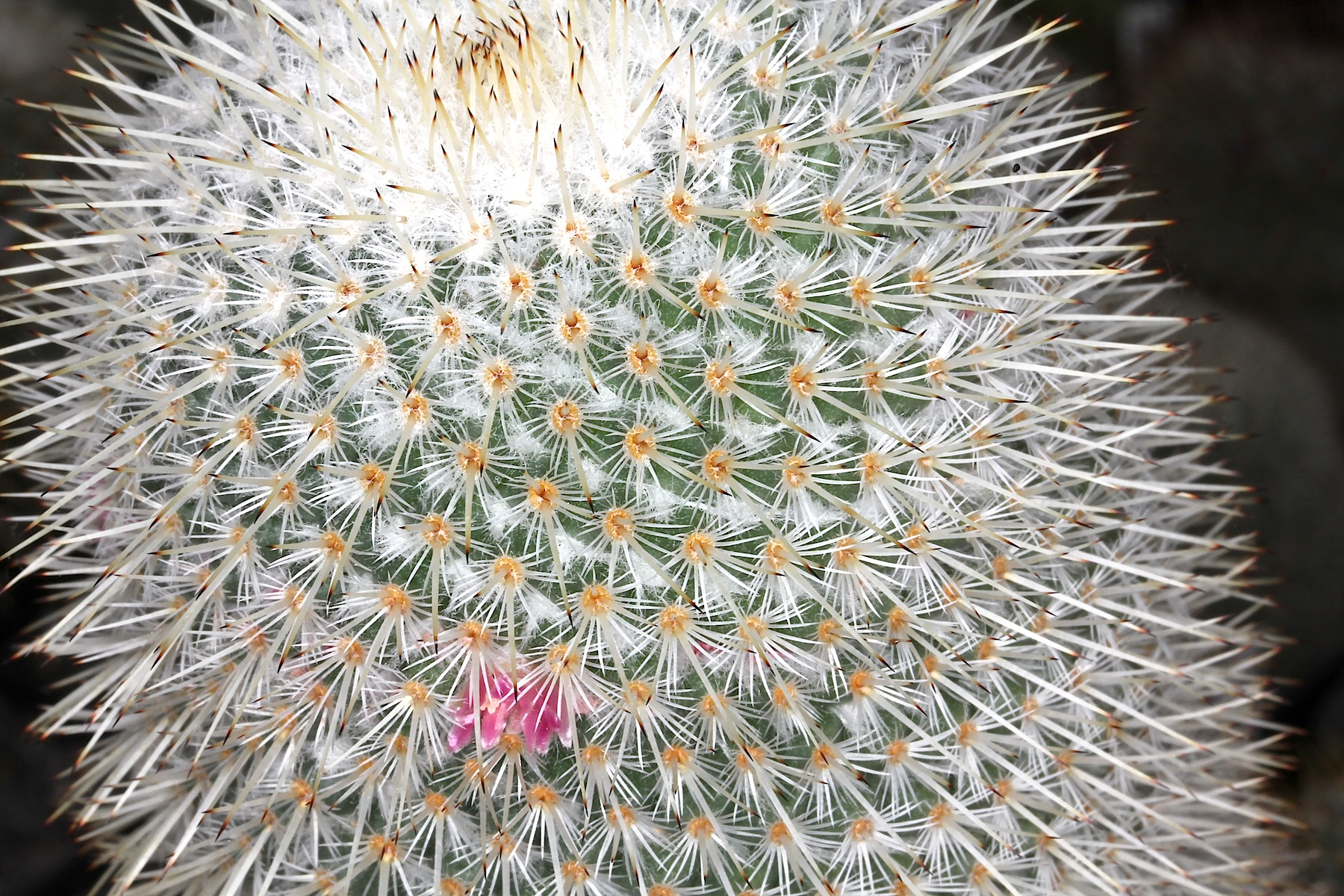
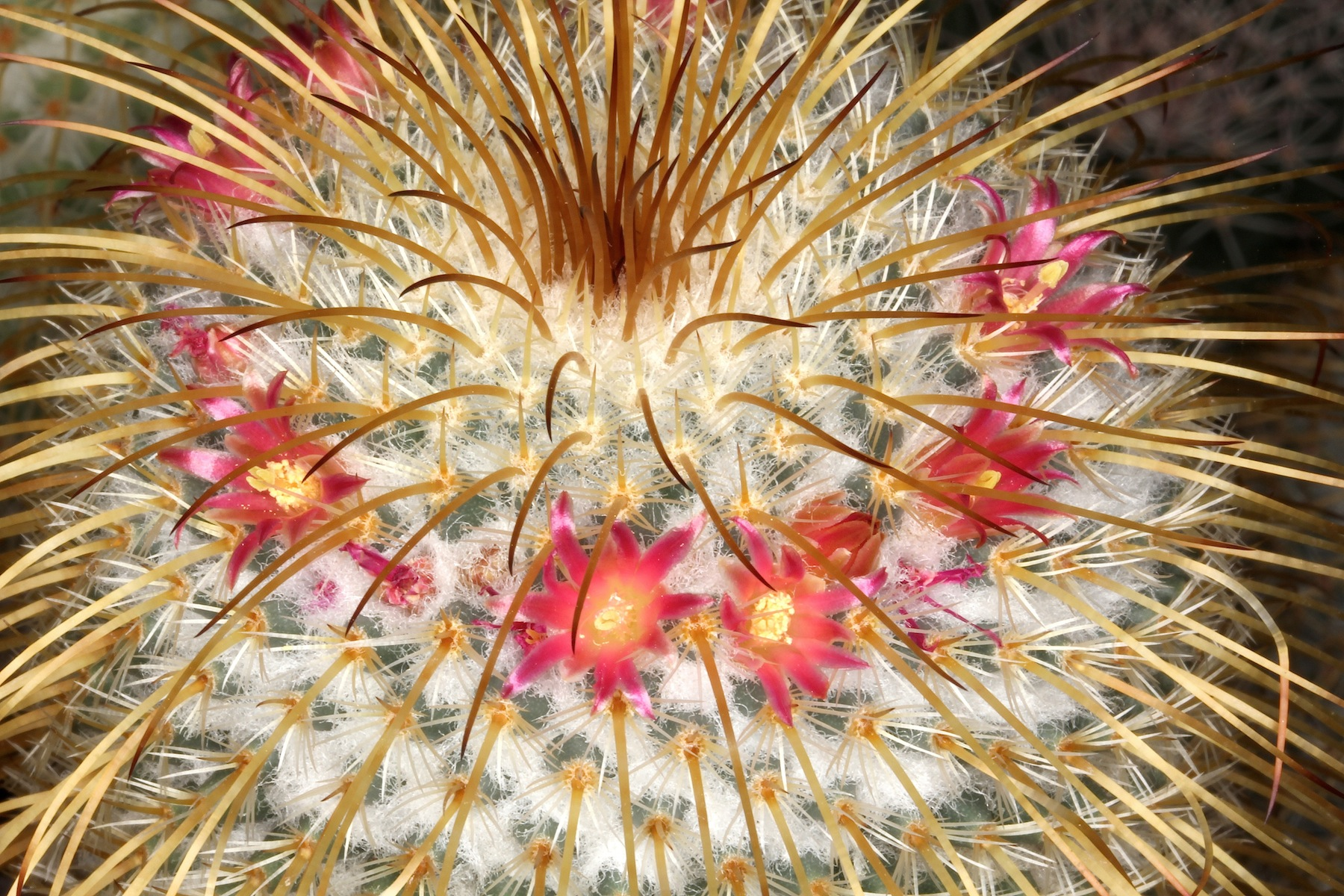